# لوته كوهين
لوت كون (بالعبرية: לוטה כהן‏) (بالألمانية: Lotte Cohn)‏ هي مهندسة معمارية إسرائيلية وألمانية، ولدت في 20 أغسطس 1893 في برلين في ألمانيا، وتوفيت في 17 أبريل 1983 في تل أبيب في إسرائيل.